# Estação Saint-Denis - Porte de Paris
Saint-Denis - Porte de Paris é uma estação da linha 13 do Metrô de Paris, localizada na Place de la Porte de Paris, no território da comuna de Saint-Denis, no departamento de Seine-Saint-Denis.

## História
A estação foi aberta em 1976 e foi renovada por ocasião da abertura do Stade de France, a fim de permitir a gestão de grandes fluxos de passageiros. Ela porta como subtítulo Stade de France, nome do estádio situado ao sul da estação.
Em outubro de 2008, a decoração de uma plataforma inteira da estação e além de todos os painéis publicitários em papel para anunciar o lançamento do videogame Saints Row 2 gerou polêmica. Os moradores das proximidades se declararam chocados com as imagens violentas (gangues com armas de fogo, etc.) e exigiram o fim dessa campanha promocional. Os painéis de papel foram recobertos por cartazes pretos, enquanto que o filme plástico colocado nas paredes permaneceu no lugar até o final da campanha promocional.
Ela viu entrar 3 729 178 passageiros em 2015, o que a coloca na 136ª posição das estações de metrô por sua frequência em 302. Desde o final de 2012, suas plataformas estão equipadas com portas de plataforma.

## Serviço aos Passageiros

### Acessos

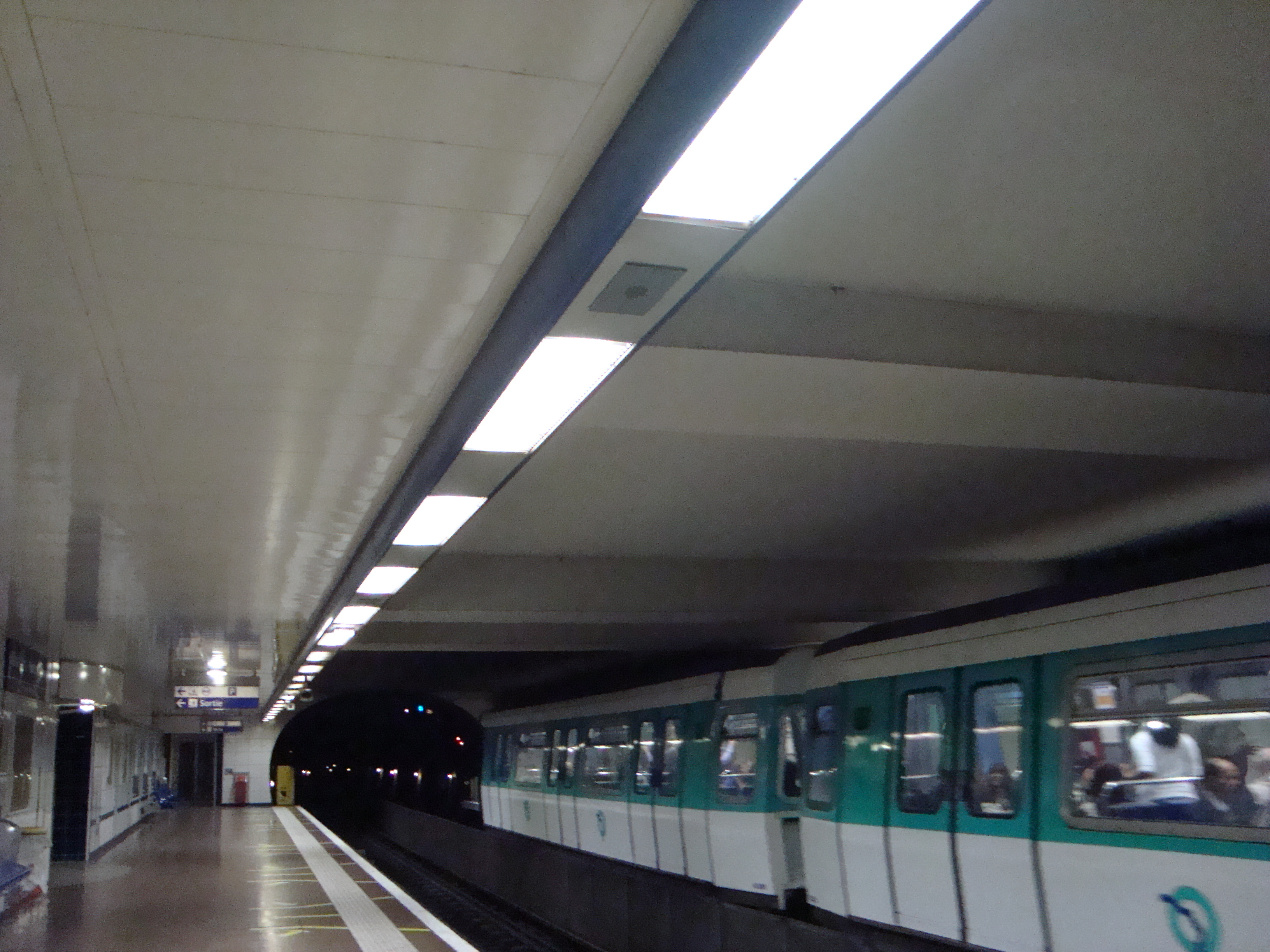
Plataformas da estação

Ela possui um grande salão com muitas eclusas de ar para canalizar as grandes multidões que frequentam a estação, especialmente durante os eventos no Stade de France.
Ela possui três acessos:
- Acesso 1: La Plaine - Stade de France (dispõe de um elevador para PCD);
- Acesso 2: Hôpital Casanova (este acesso, criado em 2014, dispõe de escadas rolantes destinadas a facilitar a correspondência com o terminal da linha T8);
- Acesso 3: Centre-Ville.

Um acesso passando pelo boulevard Marcel-Sembat foi preenchido durante as obras de criação da plataforma da linha T8.

### Plataformas
A estação de configuração padrão com duas plataformas laterais separadas pelas vias do metrô possui um teto plano sustentado por vigas. As paredes são verticais, adornadas com telhas brancas quadradas sobre os quais as decorações publicitárias são frequentemente colocadas no quadro de operações de patrocínio da Métrobus, como durante os principais torneios esportivos no Stade de France.

### Intermodalidade
Desde 16 de dezembro de 2014, a estação de metrô é o terminal sul da linha 8 do Tramway d'Île-de-France (T8), cujos outros terminais são, em seu ramal norte, a estação de Villetaneuse-Université — que oferece uma correspondência com a linha de tramway T11 Express — e, em seu ramal oeste, a estação de tramway Épinay-Orgemont.
A estação também é servida pelas linhas 153, 170, 239, 253, 255 e 353 da rede de ônibus da RATP e, à noite, pelas linhas N44 e N143 da rede Noctilien.

## Pontos turísticos
A estação serve o norte do bairro de La Plaine Saint-Denis e o sul do centro de Saint-Denis. É a estação de metrô mais próxima do Stade de France e do Museu de Arte e História de Saint-Denis. A Bolsa de Trabalho nas proximidades acolhe várias reuniões públicas ou congressos de organizações não governamentais (ONGs), organizações sindicais ou partidos políticos.
O Hospital Casanova está situados nas imediações, e a estação atende a parte norte do bairro terciário de La Plaine Saint-Denis (centro de pesquisa Engie, sede do Établissement public territorial Plaine Commune).

Galeria de fotografias
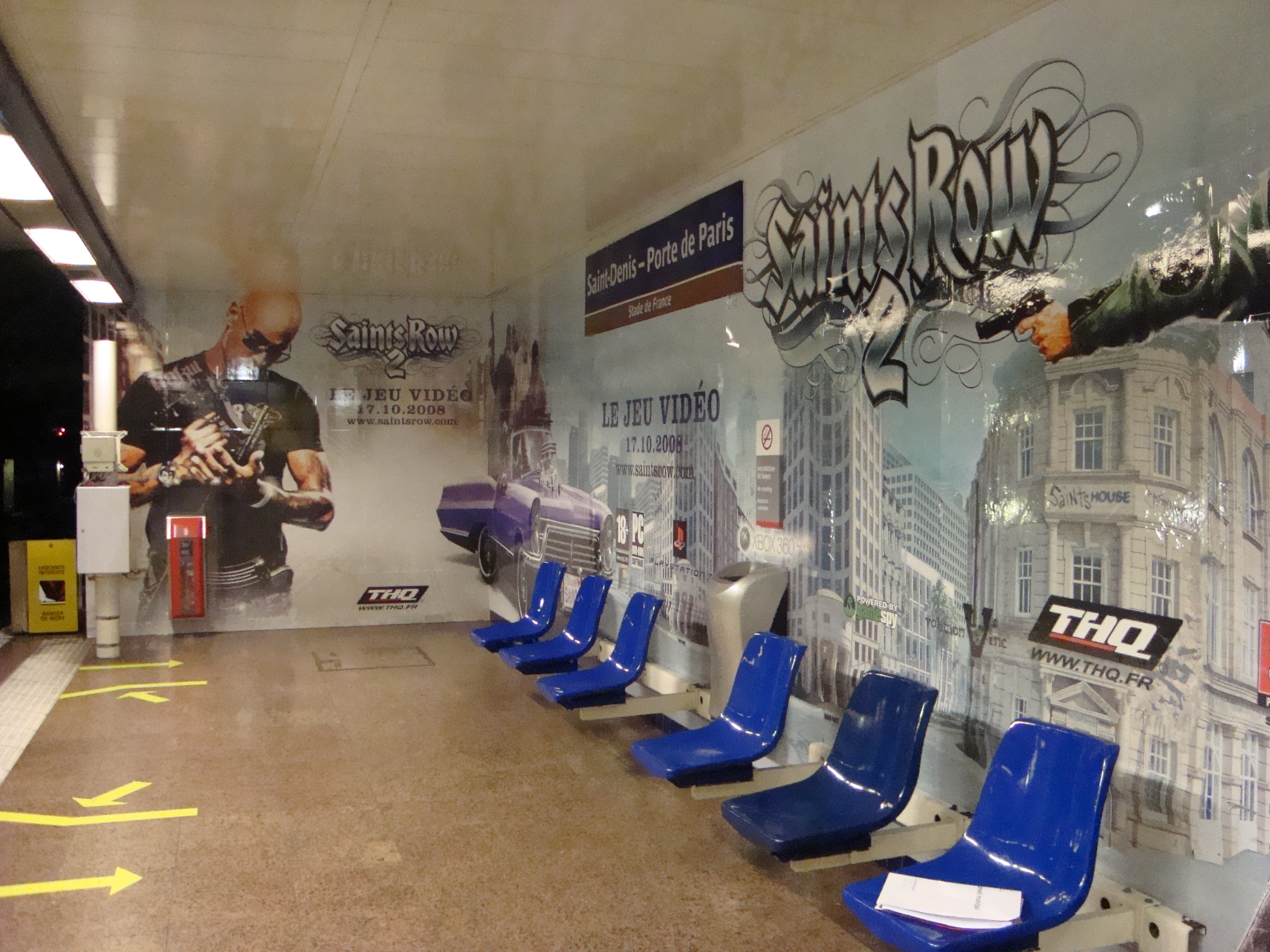
A estação nas cores do jogo Saints Row 2.
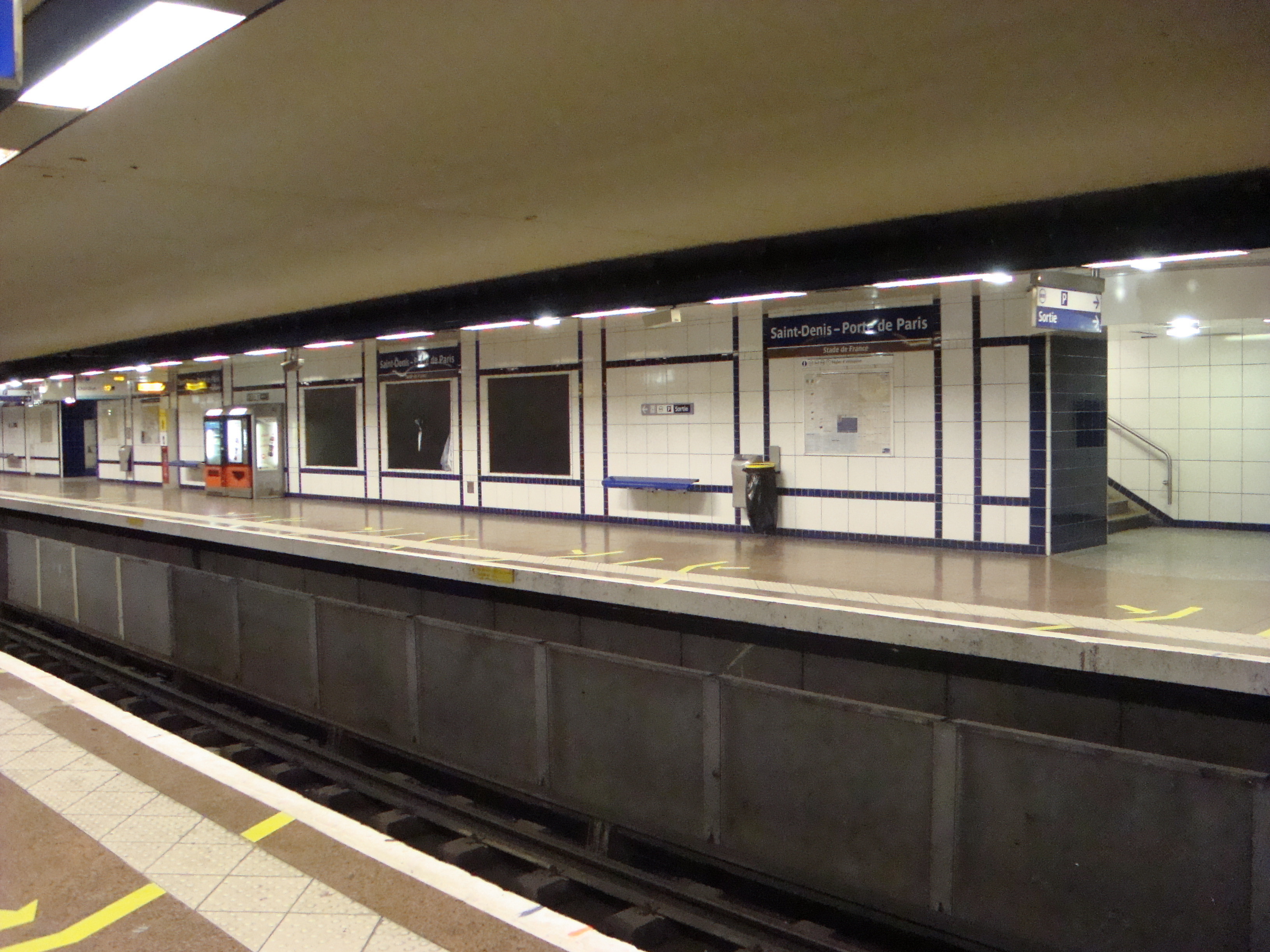
Cartazes cobertos de preto após uma polêmica sobre a publicidade do jogo Saints Row 2.